# Offizierlager 64/Z
Il campo di concentramento Offizierlager 64/Z (in inglese: Oflag) di Schokken fu uno dei campi di prigionia durante la Seconda guerra mondiale. Questo campo specifico era destinato agli ufficiali militari catturati dai nazisti. Il campo di Schokken era situato nella regione della Prussia Orientale, oggi parte della Polonia.

## Storia
Il campo fu costruito e avviato nel 1942. Durante il periodo di attività del campo  sono internati ufficiali del Regno Unito, degli Stati Uniti, di altri paesi alleati e successivamente dal 1943 italiani. Le condizioni di vita nel campo erano estremamente dure. I prigionieri erano sottoposti a lavori forzati, malnutrizione e il maltrattamento era comune da parte delle guardie. Molti prigionieri furono uccisi o morirono per malattia o denutrizione durante la prigionia.

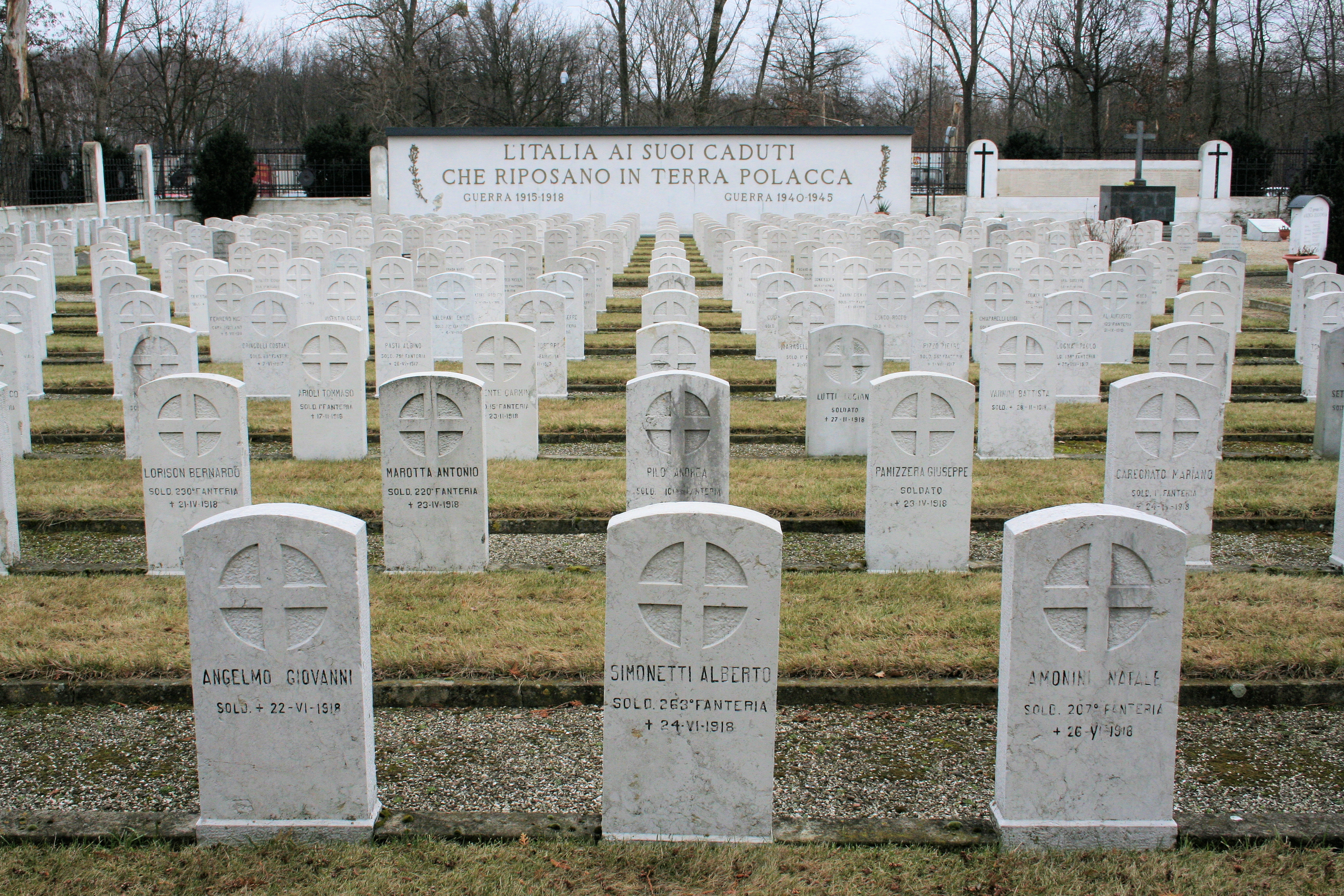
Cimitero militare italiano a Varsavia, distretto di Bielany

Dopo l'armistizio di Cassibile nel settembre 1943, l'Oflag 64/Z di Schokken divenne il campo in cui furono radunati la maggior parte degli ufficiali generali italiani catturati dalle truppe tedesche durante l'operazione Achse. Nel novembre 1943, la popolazione militare italiana internata dell'Oflag 64/Z comprendeva tre generali dell'esercito, ventidue generali di corpo d'armata, quarantasei generali di divisione, ottantaquattro generali di brigata, un ammiraglio di flotta, quattro vice ammiragli, due contrammiragli, un generale della flotta aerea, due generali di divisione aerea, tre generali di brigata aerea e un generale della MVSN. Tra i generali italiani più importanti detenuti nell'Oflag 64/Z c'erano Italo Gariboldi (ex comandante dell'8ª Armata), Ezio Rosi (ex comandante del Gruppo d'Armate Est), Carlo Geloso (ex comandante delle forze di occupazione italiane in Grecia), Carlo Vecchiarelli (ex comandante della 11ª Armata), Lorenzo Dalmazzo (ex comandante della 9ª Armata) e Sebastiano Visconti Prasca (noto per aver comandato la forza d'invasione italiana nelle prime fasi della guerra greco-italiana).

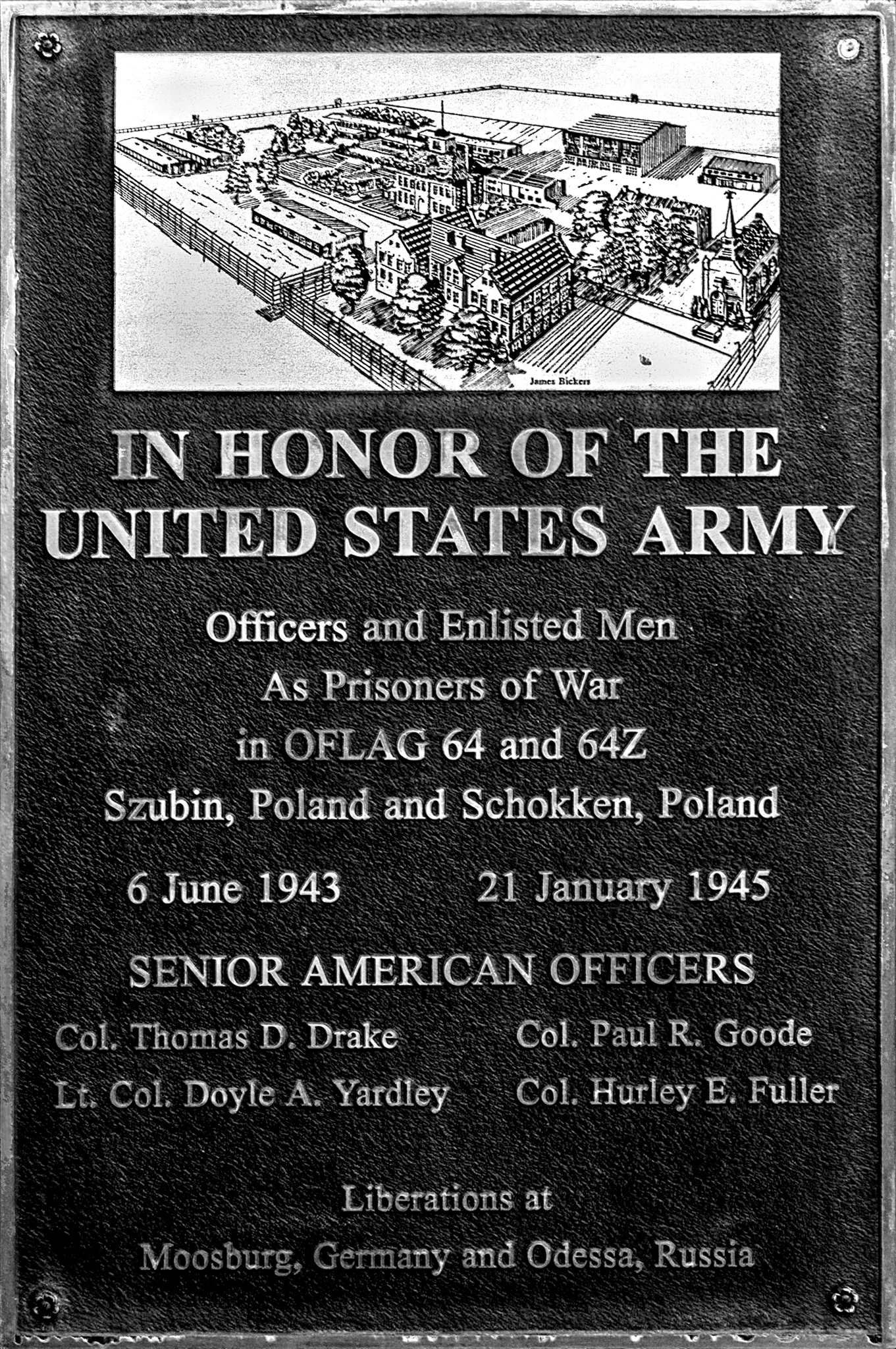
Targa in memoria dei Prigionieri di guerra dell'United States Army nei campi Oflag 64 di Szubin e 64/Z di Schokken

Considerati "traditori" per il rifiuto di giurare fedeltà alla Repubblica Sociale Italiana, i generali furono maltrattati e denutriti; cinque di loro (Alberto de Agazio, Umberto di Giorgio, Davide Dusmet, Armellini Chiappi e Rodolfo Torresan) morirono durante la prigionia nel campo, mentre gli ammiragli Inigo Campioni e Luigi Mascherpa furono consegnati alle autorità della RSI, processati e giustiziati per essersi opposti all'attacco tedesco nel Dodecaneso. Alla fine una dozzina di generali accettarono di aderire alla Repubblica Sociale Italiana e furono rimpatriati, mentre un gruppo di altri, che non avevano aderito formalmente ma erano considerati più favorevoli alla causa tedesca, furono trasferiti nel campo di internamento di Vittel, dove godettero di un trattamento migliore. Un altro gruppo, considerato particolarmente antitedesco, fu trasferito allo Stalag XX-A di Toruń, dove ricevette un trattamento più duro. La maggior parte rimase a Schokken fino alla fine di gennaio 1945, quando fu trasferita verso ovest con una marcia forzata nella neve; durante la marcia sei generali (Carlo Spatocco, Alberto Trionfi, Alessandro Vaccaneo, Ugo Ferrero, Emanuele Balbo Bertone e Giuseppe Andreoli) furono fucilati dalle SS perché non riuscivano a tenere il passo con gli altri prigionieri. Altri due, Francesco Antonio Arena e Alberto Briganti, riuscirono a scappare e si nascosero in una fattoria polacca, ma furono trovati dai soldati sovietici e fucilati dopo essere stati scambiati per collaboratori tedeschi, Arena morì e Briganti sopravvisse miracolosamente. Gli altri generali furono liberati dall'avanzata dell'Armata Rossa pochi giorni dopo e rimpatriati nell'autunno del 1945.
Il campo di concentramento di Schokken fu successivamente utilizzato dall'esercito sovietico come campo di prigionia per i soldati tedeschi catturati.
Nel Cimitero militare italiano a Varsavia è stata posta una stele in ricordo dell’eccidio dei generali.